# Renfe série S-121
La Renfe série S-121 est une suite de 29 automotrices à grande vitesse, construites pour la Renfe (Red Nacional de los Ferrocarriles Españoles) en Espagne.
Dérivée des Renfe série S-120, elles ont également la particularité d'avoir des essieux à écartement variable sans arrêter le train. 

## Histoire

### Origine
Après le succès de la série Renfe série S-120, la Renfe commande une autre série dérivée. 

### Construction
Elle est mécaniquement identique à la sous-série S-120.05, dotée d'électronique et au câblage électrique renforcé pour traverser de longs tunnels (mesures de sécurité).
L'aménagement intérieur est simplifié avec disparition de la cafétéria et de la classe preferente. Cette disposition accroît fortement la capacité qui comprend 280 places de seconde classe dite, clase turista.

### Service

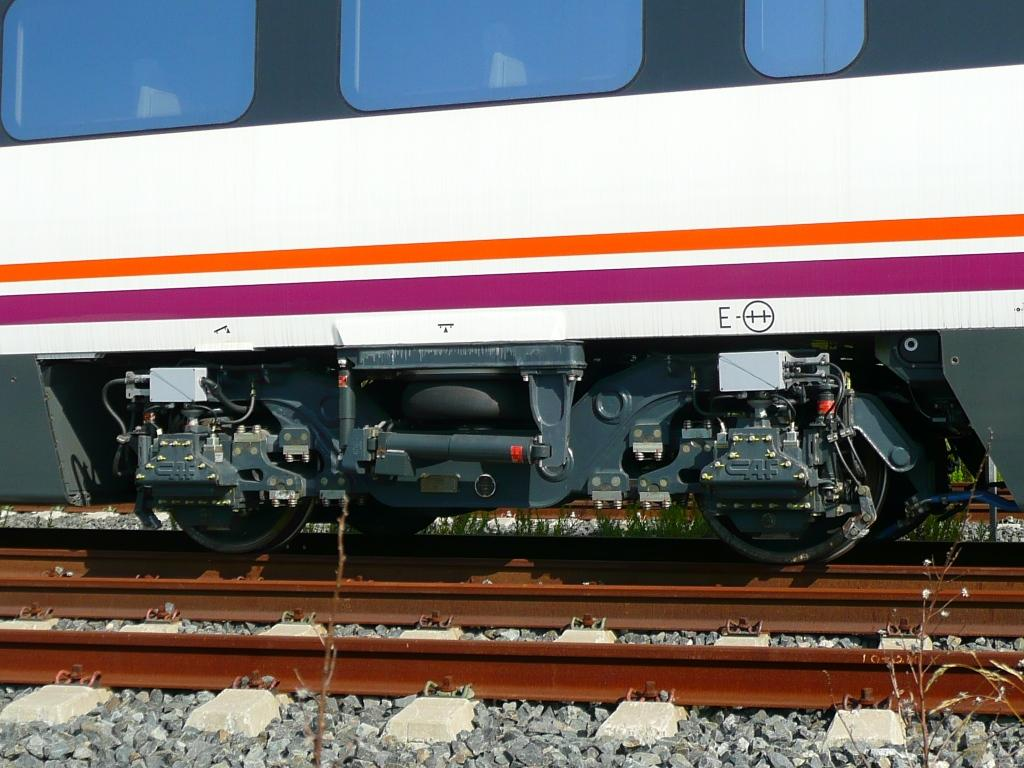
Bogie CAF de S-121.

Cette série assure des services régionaux, pouvant rouler aussi bien sur le réseau à grande vitesse que sur le réseau classique. Ces rames, moins confortables mais plus capacitaires, sont destinées à des trajets interurbains de type Media Distancia.